# Aleksander Misiurewicz
Aleksander Misiurewicz (ur. 7 lutego?/19 lutego 1889 w Odessie, zm. 11 maja 1945) – podpułkownik dyplomowany piechoty Wojska Polskiego.

## Życiorys
Aleksander Misiurewicz urodził się 19 lutego 1889 w Odessie.
Po zakończeniu I wojny światowej, jako były oficer armii rosyjskiej został przyjęty do Wojska Polskiego i zatwierdzony do stopnia porucznika. Został zweryfikowany w stopniu kapitana piechoty ze starszeństwem z 1 czerwca 1919. W 1923 jako oficer nadetatowy 78 pułku piechoty z Baranowicz, przydzielony do Sztabu Głównego, służył w Dowództwie Okręgu Korpusu IX w Brześciu, gdzie był szefem Oddziału I sztabu. Następnie awansowany na stopień majora piechoty ze starszeństwem z dniem 1 lipca 1923. W 1924 był dowódcą II batalionu w 82 pułku piechoty w Brześciu. Ukończył III Kurs Doszkolenia od 2 listopada 1923 do 15 października 1924 w Wyższej Szkoły Wojennej. Przydzielony z brzeskiego pułku do 30 Dywizji Piechoty w Kobryniu pełnił tam funkcję szefa sztabu od 24 września 1926 do 5 listopada 1928. Uzyskał tytuł oficera dyplomowanego. Został awansowany na stopień podpułkownika piechoty ze starszeństwem z dniem 1 stycznia 1931. Od 15 maja 1932 był zastępcą dowódcy 82 pułku piechoty.
Po wybuchu II wojny światowej znalazł się w szeregach Wojska Polskiego we Francji i pełnił stanowisko dowódcy 8 pułku piechoty, działającego na przełomie maja i czerwca 1940.
Zmarł 11 maja 1945 i został pochowany na cmentarzu katolickim w Ormskirk.

## Ordery i odznaczenia
- Krzyż Walecznych (dwukrotnie)
- Złoty Krzyż Zasługi (10 listopada 1928)[15]
- Krzyż Komandorski Orderu Korony Jugosłowiańskiej (Jugosławia, zezwolenie w 1933)[16]